# The Converts
The Converts è un cortometraggio muto del 1910 diretto da David W. Griffith.

## Trama
Un giovanotto annoiato pensa di travestirsi da pastore e di andare a predicare nelle vicinanze di una sala da ballo. Una delle ragazze che lavorano nel locale sente i suoi sermoni e si pente della vita che ha condotto fino a quel momento, senza sapere che l'uomo che l'ha convertita non è altri che un burlone. Il giovane torna infatti alla sua vita scioperata e, quando lei lo rivede, è davanti a un bar, mezzo ubriaco. La ragazza si sente un po' delusa ma poi si rende conto che, anche se il messaggio partiva da un pulpito sbagliato, in ogni caso il messaggio in sé stesso era valido e lei ha fatto bene a seguire quella sua nuova via di redenzione. Il giovane, intanto, pensa a ciò che ha fatto e comincia a pentirsi: tornato sui suoi passi, ritrova la ragazza che sta assistendo un uomo anziano caduto a terra e con lei inizia una nuova vita.

## Produzione
Prodotto dalla Biograph Company, il film fu girato in California, alla Missione di San Gabriel.

## Distribuzione
Distribuito dalla Biograph Company, il film - un cortometraggio in una bobina - uscì nelle sale cinematografiche statunitensi il 14 marzo 1910.